# Neue Welt Verlag

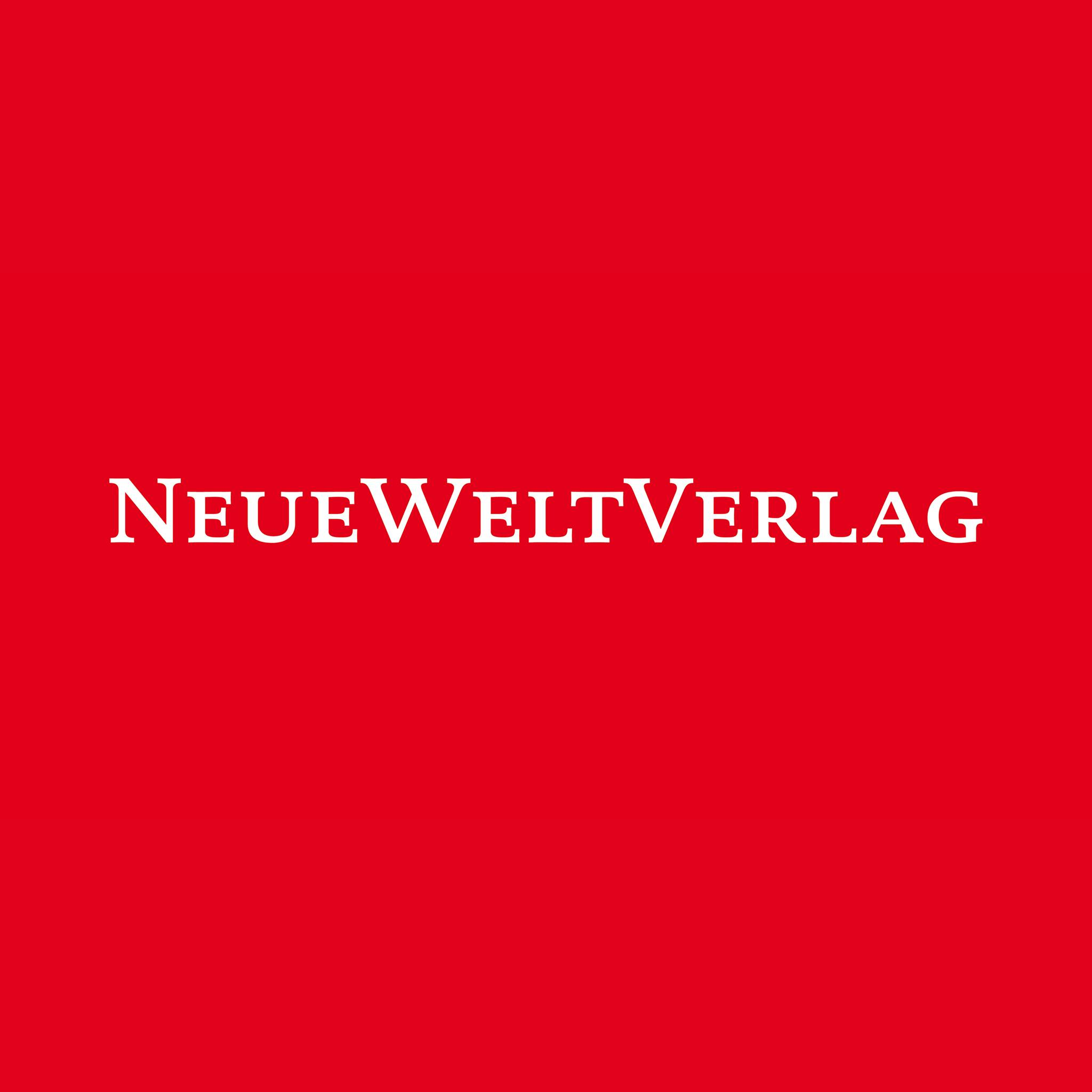
Verlagslogo

Der Neue Welt Verlag ist ein österreichischer Verlag mit Sitz in Wien.

## Geschichte
Der Neue Welt Verlag wurde 2004 von Birol Kilic in Wien gegründet, der seit 1988 verlegerisch und publizistisch tätig ist. Die Themen basieren auf der österreichischen Kultur- und Geistesgeschichte, sind aber besonders im Bereich der Kulturen und Religionen weit gefächert. Neben philosophischen Werken findet man in der Bücherliste des Verlages auch Koch- und Kinderbücher. Der Verlag ist unter anderem auch der Herausgeber der Yeni Vatan Gazetesi (Neue Heimat Zeitung), einer österreichischen Zeitung in türkischer Sprache, die in einer Auflage von 10.000 Exemplaren kostenlos verteilt wird.

## Ausgewählte verlegte Werke
- Wolfgang Böhm, Otmar Lahodynsky: EU for YOU. Neue Welt Verlag, Wien 2007, ISBN 3-9502057-1-3.
- Gregor Gatscher-Riedl, Birol Kilic (Hrsg.): In Hoc Signo Vinces. Neue Welt Verlag, Wien 2012, ISBN 978-3-9503061-2-5.
- Maximilian Graf, Alexander Lass, Karlo Ruzicic-Kessler (Hrsg.): Das Burgenland als Internationale Grenzregion im 20. und 21. Jahrhundert. Neue Welt Verlag, Wien 2012, ISBN 978-3-9503061-4-9.
- Gregor Gatscher-Riedl, Mario Strigl, Birol Kilic (Hrsg.): Die roten Ritter. Zwischen Medici, Habsburgern und Osmanen. Neue Welt Verlag, Wien 2014, ISBN 978-3-9503061-5-6.
- Elena Kratzer, Peter Kratzer, Birol Kilic (Hrsg.): Das große Bilderwörterbuch Österreichisches Deutsch-Türkisch. 4. Auflage. Neue Welt Verlag, Wien 2014, ISBN 978-3-9503061-0-1.
- Burkhard Meyer-Sickendiek, Julie Bartosch (Hrsg.): Starke Gefühle. Kulturwissenschaftliche Emotionalitätsdiskurse im 19. und 20. Jahrhundert. Neue Welt Verlag, Wien 2015, ISBN 978-3-9503061-3-2.
- Maria Magdalena Schuster, Birol Kilic (Hrsg.): Waschechtes Wienerisch. Neue Welt Verlag, Wien 2015.
- Barbara Haider-Wilson[3], Maximilian Graf: Orient & Okzident. Begegnungen und Wahrnehmungen aus fünf Jahrhunderten. Neue Welt Verlag. Band 4, herausgegeben von Birol Kilic, Wien 2016, ISBN 978-3-9503061-9-4.
- Gregor Bernhart-Königstein (Hrsg.): Kants Wanderung über das Nebelmeer. Neue Welt Verlag, Wien 2017, ISBN 978-3-9503981-9-9.
- Birol Kilic (Hrsg.): Kant kocht türkisch. Neue Welt Verlag, Wien 2019, ISBN 978-3-9503981-8-2.

### Rezensionen
Zu Kants Wanderung über das Nebelmeer: Die wahre Entstehungsgeschichte der Kritik der Vernunft im Spiegel der Bilderwelt C.D. Friedrichs.

„Dieser Sammelband leistet einen wichtigen Beitrag zur Versachlichung der inzwischen höchst emotionalisierten Debatte über das Verhältnis zwischen dem historischen „Orient“ und der Habsburgermonarchie, aber auch dem Verhältnis Österreichs vor und nach 1918 mit dem Osmanischen Reich bzw. der Türkei bis herauf in die 1960er-Jahre. Ein wissenschaftlich geprägter nüchterner Blick auf die historischen Wechselbeziehungen ist gerade aufgrund der aktuellen Funktionalisierung der Geschichte zwischen „Orient“ und „Okzident“ ein wichtiger Beitrag zu einer demokratischen und aufgeklärten Bildungsarbeit in der Gegenwart.“